# 오리진 시스템스
오리진 시스템스(Origin Systems)는 1983년부터 2004년까지 활동한 텍사스주 오스틴의 컴퓨터 게임 개발사였다. 울티마, 윙 커맨더, 크루세이더 게임 프랜차이즈로 잘 알려져 있다.

## 역사
이 회사는 1983년에 로버트와 리처드 개리엇 형제가 세웠다. 1992년에 일렉트로닉 아츠가 이 회사를 인수하였다. 1997년에는 최초이자 가장 성공적인 그래픽 MMORPG 가운데 하나인 울티마 온라인을 내놓았다. 이 타이틀 뒤로 일레트로닉 아츠는 1999년에 울티마 IX를 완성한 뒤 온라인 게임만을 전문으로 만들 것을 결정하였다. 그러나 한 해 안에 울티마 IX의 평이 좋지 않은 이유의 일부로 EA는 울티마 온라인 2, Privateer Online, 해리 포터 온라인을 비롯한 오리진의 새로운 개발 프로젝트를 모두 취소하였다. 리처드 개리엇은 그 직후 오리진을 떠났고 2000년에 데스티네이션 게임즈를 세웠다.
그 뒤로 오리진은 울티마 온라인을 지원하고 확장하기 위해 주로 존재하였다가 2004년에 출시하고자 했던 울티마 X: 오디세이를 취소하기에 이른다. 2004년 2월에 일렉트로닉 아츠는 이 스튜디오를 버리게 되었다.

## 게임 목록
- 울티마 IV: 아바타의 임무
- 울티마 I: 제1차 암흑기
- 2400 A.D.
- 윙 코맨더 3: 하트 오브 더 타이거
- 시스템 쇼크
- 울티마 온라인